# Полиацетилен
Полиацетилен — органическое вещество, полимер ацетилена. Известны цис- и транс-формы полиацетилена. При нагревании цис-изомера до 100-150 °C, совершается переход в транс-форму. В зависимости от способа получения полиацетилен может представлять собой чёрный порошок, сероватый пористый материал, серебристые или золотистые плёнки. Не растворим ни в одном из известных органических растворителей.